# Tarnice
Tarnice – osada w Polsce położona w województwie zachodniopomorskim, w powiecie drawskim, w gminie Kalisz Pomorski. W latach 1975–1998 miejscowość administracyjnie należała do województwa koszalińskiego. W roku 2007 osada liczyła 27 mieszkańców. Miejscowość wchodzi w skład sołectwa Pomierzyn.

## Geografia
Osada leży ok. 1,5 km na północny wschód od Pomierzyna, nad jeziorem Tarnica.